# Ткань

Ткани

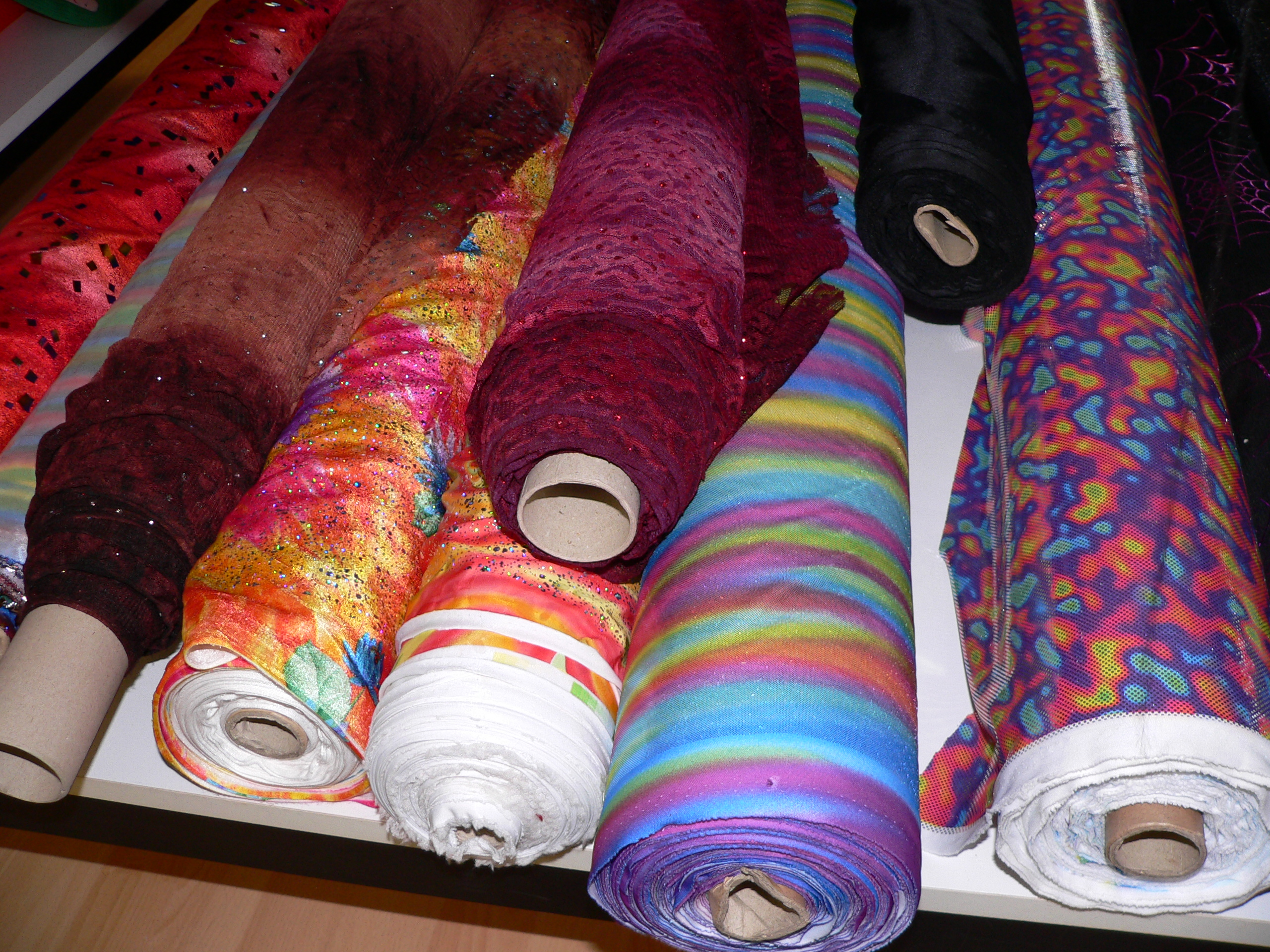
Ткани

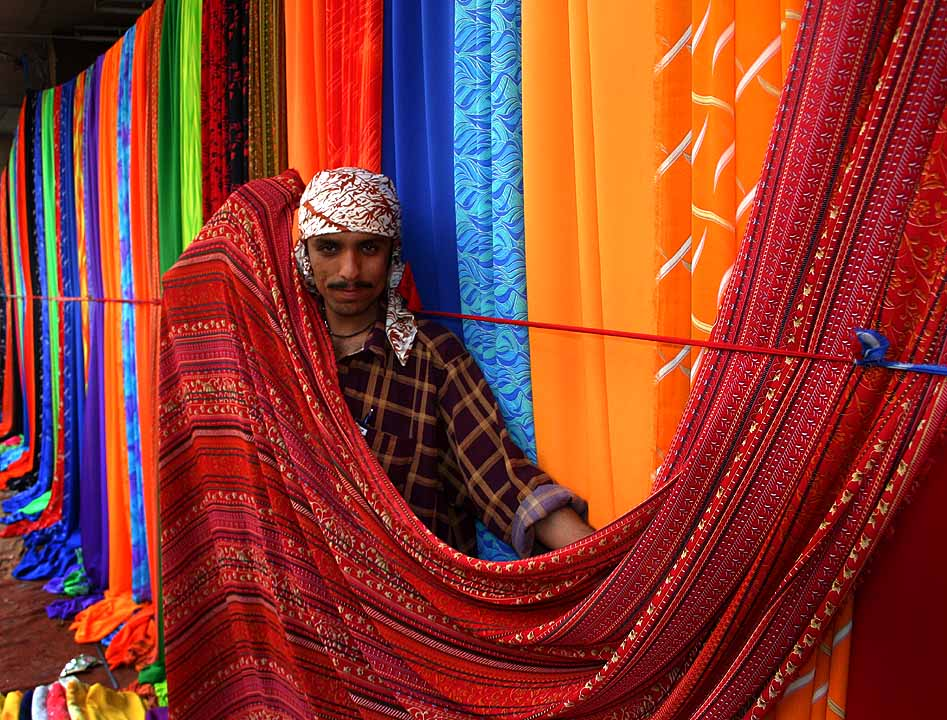
Лавка тканей в Пакистане

Ткань — текстильное полотно, изготовленное на ткацком станке переплетением взаимно перпендикулярных систем нитей.
Ткань состоит из двух переплетающихся систем нитей, расположенных взаимно перпендикулярно. Систему нитей, идущих вдоль ткани, называют основой, а систему нитей, расположенных поперек ткани, — утком. Соответствующие нити называют основными и уточными. Переплетение нитей в ткани является одним из основных показателей строения ткани. Нити основы и утка последовательно переплетаются друг с другом в определённом порядке (в зависимости от минимального числа нитей — раппорта, — необходимого для законченного ткацкого рисунка). Это влияет на образование ткани с характерной для данного переплетения структурой, внешним видом, свойствами. Ткацкие переплетения простые (гладкие или главные) бывают полотняные, саржевые, сатиновые, атласные или комбинированные.
Следует отличать ткани от текстильных полотен, выработанных другими способами: трикотажных полотен, вырабатываемых путём вязания, то есть образования взаимосвязанных петельных рядов, нетканых материалов (к которым можно относить также валяльно-войлочные и холстопрошивные материалы).

## Производство
Процесс производства тканей называется ткачеством, которое заключается в выработке текстильных полотен путём переплетения двух взаимно перпендикулярных систем нитей.
Процесс ткачества, как правило, является многопереходным и включает в себя: приготовление к ткачеству (перемотка нитей, снование и шлихтование основ, перемотка и шлихтование или замасливание (если надо) утка), проборка или привязка основы на станке, собственно ткачество и разбраковка тканей.
Заключительная обработка тканей называется отделкой и относится к области химической технологии. Включает в себя (опционально): промывку, расшлихтование, варку, отбелку, мерсеризацию, крашение (периодическим или непрерывным способом), печать, стрижку, ворсование, тиснение.

## Классификация
Ткани различают в зависимости от сырья, из которого они выработаны, по цвету, на ощупь, по фактуре, по отделке.

### По типу сырья

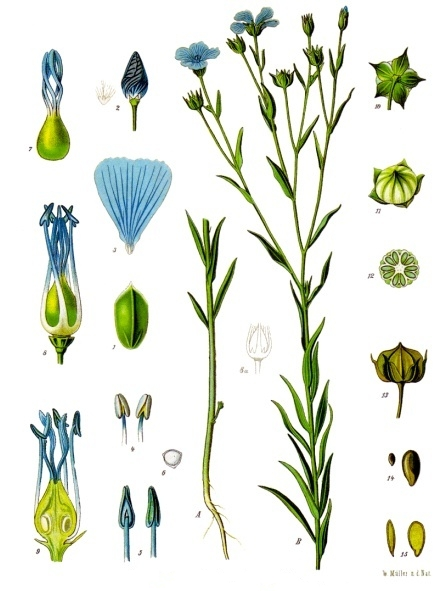
Лён — растение, из которого изготавливают льняную ткань

- натуральные, которые называют также классическими. Они бывают:
  - растительного происхождения (хлопок, лён, конопля, джут);
  - животного происхождения (шерсть, натуральный шёлк);
  - минерального происхождения (ость, остистая ткань, асбест);
- химические, подразделяются на:
  - искусственные:
    - из природных веществ органического (целлюлоза, белки) и неорганического (стекло, металлы) происхождения: вискоза, ацетат; металлические нити, люрекс;

  - синтетические: из синтетических полимеров, в том числе:
    - полиамидные ткани (дедерон, хемлон, силон),
    - полиэстеры (диолен, слотера, тесил),
    - полипропиленовые ткани,
    - поливиниловые ткани (кашмилон, дралон).

В промышленности и торговле используют различные обозначения для синтетических тканей. Например, РЕРs — полиэстеровый материал с начёсом, РАОН — полиамидная шёлковая ткань, РОРс — полипропиленовый кабель.
В составе ткани могут быть однородные нити (100 %) или различной структуры, что указано на сопроводительной этикетке.

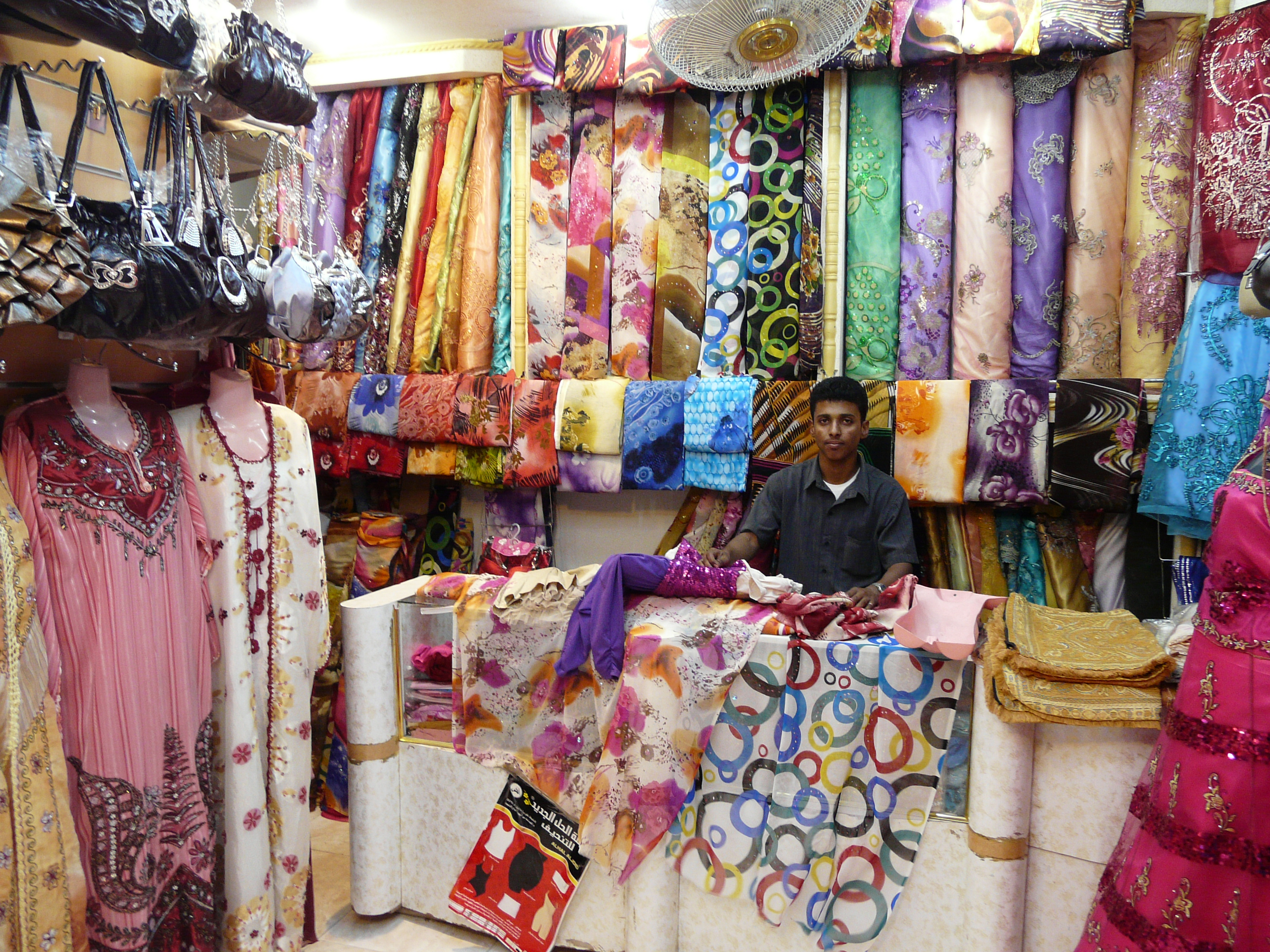
Эль-Мукалла. Маленький магазин тканей позади мечети в Старом Городе.

### По цвету
- на гладкокрашеные однотонные (суровое полотно, белая ткань, цветная ткань);
- на многоцветные (меланжевые ткани, мулированные, набивные, пестротканные ткани).

### На ощупь
- тонкие,
- толстые,
- редкие,
- мягкие,
- грубые,
- тяжёлые.
- лёгкие

### По фактуре обработки поверхности ткани
- сукно (прессованное, гладкое, ворсованное),
- байка (вальцованная, ворсованная),
- вальцованные двухсторонние,
- велюровая ткань (вальцованная, с выровненным ворсом).

### По назначению
- Плательные
- Блузочные
- Костюмные
- Пальтовые
- Курточные
- Подкладочные
- Обивочные (мебельные)
- Портьерные
- Технические
- Бельевые
- шторные
- Другие

### По свойствам
Кроме приведённых выше типов тканей имеются такие материалы, фактура которых отвечает особым требованиям: ткани могут быть очень прочны, не требовать особого ухода (утюжки, например), многоразового использования и т. д. Ткани имеют определенные свойства:
- Водоупорность ткани — способность ткани сопротивляться первоначальному прониканию воды.
- Гигроскопичность — способность ткани поглощать и удерживать водяные пары из воздуха.
- Капиллярность — способность ткани впитывать воду.
- Воздухопроницаемость — способность пропускать воздух.
- Паропроницаемость — способность ткани пропускать водяные пары.
- Электризуемость — способность материала накапливать на своей поверхности статическое электричество. Антистатические препараты устраняют статическое электричество, которое накапливается в тканях при их изготовлении.
- Мерсеризация тканей — процесс кратковременной обработки ткани концентрированным раствором едкого натра с последующей промывкой её горячей и холодной водой. Мерсеризация предотвращает выцветание тканей, сохраняет первоначальный тон, гигроскопичность и прочность, придает материалу шелковистый блеск.

Для придания внешней отделке тканей расцветки, соответствующей назначению материала, используется печатание — получение узорчатых расцветок на белой или окрашенной ткани (прямая печать — печать по отбеленной или светлоокрашенной ткани; вытравленная печать — печать по окрашенной ткани, резервная печать — печать по неокрашенной ткани).

### По структуре ткани, способу переплетения нитей
- с простым (гладким или главным) переплетением — полотняные, саржевые, сатиновые (атласные),
- со специальным переплетением — мелкозернистые ткани (канва),
- с составным (комбинированным) переплетением (ткани в клетку, квадратами, полосами),
- типа жаккардовых — с крупноузорчатым переплетением (простым и сложным),
- с двухслойным переплетением — образуются два самостоятельных полотна ткани, расположенные одно над другим и связанные между собой одной из систем нитью, образующих эти полотна, или специальной нитью основы или утка (износостойкие и теплозащитные тонкосуконные ткани типа драпа и некоторые шёлковые ткани),
- с ворсовыми переплетениями — с уточноворсовым переплетением (полубархат, вельвет), с основоворсовым переплетением (бархат, плюш),
- с обработанным краем — кромкой.

### По стороне
При определении фактуры ткани необходимо различить правую сторону и изнанку. Правая сторона внешне выглядит значительно наряднее, приятнее на ощупь; цвета на правой стороне ярче и сочнее, рисунок проступает отчётливо. Существуют ткани с одинаковыми сторонами (с двухлицевым переплетением нитей — облегченные драпы, полотно, панама), у которых трудно отличить правую сторону от изнанки. На шерстяных двухсторонних тканях на правой стороне ворс гораздо короче.

### По пряже
По системе прядения пряжа может быть либо гребенной, либо кардной.
Кардная пряжа (или изготовленная аппаратным прядением — уст.) изготовляется из длинных волокон (шерсть, хлопок и пр.). Кардолента, с помощью которой осуществляется кардное прядение, имеет плавающую систему хождения игл, благодаря мягкому основанию из войлока или резины. По кардной системе прядения вырабатывают тонкую, ровную, прочную и эластичную пряжу (кашемир, меринос, габардин, коверкот и др.).
Из более грубых шерстяных тканей данной пряжи известен шевиот. Такой тип ткани эластичный, на ощупь жестковатый; поверхность готовой ткани отличается характерным блеском. По кардной системе прядения вырабатывают и мохеровые ткани, которые значительно мягче и более гладкие, чем шевиот.
Гребенное прядение использует пильчатую гарнитуру (пилку) с жестко зафиксированной иглой для обработки средних и коротких и сильно загрязненных включениями волокон, где не требуется деликатной обработки и имеется большая нагрузка на иглу. Ткань из данной пряжи получается грубой, прочной и пушистой. Для увеличения эластичности и ровности её прессуют и вальцуют.
Из-за некачественного сырья используют смешанный тип прядения. На первом прочесе пользуются гребенным прядением, чтобы разрыхлить волокна и очистить ровницу от посторонних включений, а на втором и третьем используют кардное прядение, чтобы деликатно разровнять волокна и сделать ровницу.

### Хлопчатобумажные ткани
Натуральные хлопчатобумажные ткани — это ткани мягкие, теплые, хорошо впитывающие пот; они применяются как ткани бельевые, сорочечные, блузочные, плательные. Ткани данного типа эластичные, отличаются ровностью и одинаковой толщиной. Отрицательная характерная особенность тканей из хлопка — они обладают значительной сминаемостью и усадкой при стирке.

### Льняные ткани
Натуральные льняные ткани блестящие, гладкие, не раздражают кожу, поскольку к действию разбавленных кислот более устойчивы, чем хлопок. Изделия изо льна обладают лучшими по сравнению с хлопком гигиеническими свойствами, ибо гигроскопичность льна выше, нагревание льняное полотно переносит более легко, оно более теплопроводно. Поэтому из льняных тканей рекомендуют шить летнюю одежду. Лён обладает высокой светостойкостью, от солнечных лучей ткань не теряет цвет. Льняное полотно используют на скатерти и полотенца. Недостаток льна — малая растяжимость и низкая упругость волокна, ткани сильно сминаются, одежда из льняных тканей деформируется.

### Конопляная ткань
Конопляная ткань (посконь, посконина) — ткань из мужских стеблей конопли, дающих более тонкое волокно, чем из женских, идущих на пеньку. Посконь, обычно жесткая и грубая на ощупь, производилась только в крестьянских хозяйствах, став поэтому наряду с другими видами домотканого полотна своеобразным символом крестьянского происхождения, бедности, незавидного положения. Хорошие мастерицы могли делать довольно тонкие ткани, не уступающие льну. Так как такое волокно трудно поддается машинной обработке, то посконь долгое время оставалась крестьянским производством.
Свойства конопляной ткани:
- конопляная ткань и одежда из неё не электризуется;
- ткань устойчива к внешним воздействиям, не деформируется и не портится при стирке. Модели одежды не теряют форму в процессе носки, они лишь становится мягче и удобней;
- Конопляная ткань довольно прочна и гораздо дольше носится, чем любая другая.

### Шерстяные ткани
Натуральные шерстяные ткани — нежные на ощупь, мягкие, тонкие, одинаковой толщины, эластичные, лёгкие, воздухопроницаемы. Они умеренно сминаются. Шерстяные ткани, полученные из пряжи, выработанной по гребенной системе прядения, наиболее высококачественные, обладают несминаемостью. По аппаратной системе прядения шерсти перерабатывают короткую шерсть (тонкую и грубую), получая толстую, рыхлую, малопрочную пряжу, из которой вырабатывают тонкосуконные и грубосуконные ткани; из них шьют платья, костюмы, пальто.

### Шёлковые ткани
Натуральные шёлковые ткани; их вырабатывают из тончайших нитей, получаемых из коконов, завиваемых гусеницами шелкопряда (шелковичными червями). Шёлковое волокно (нить) равномерное по толщине, эластичное, блестящее и прочное. Ткани из таких волокон лёгкие, блестящие, воздухопроницаемы, быстро впитывают влагу и быстро сохнут, гигроскопичны. Из шёлковых тканей шьют нарядную одежду — платья, блузы. Недостаток тканей из натурального шёлка — невысокая прочность окраски к свету; этой ткани противопоказаны солнечные лучи, которые снижают её прочность, ультрафиолетовые лучи действуют на неё губительно.

### Искусственные шёлковые ткани
Такие ткани (вискоза, ацетатный шёлк) изготовляют из целлюлозы, получаемой из еловой щепы. Искусственную шёлковую ткань рекомендуют для подкладки на костюмы, пальто и другие верхние вещи. При формировании искусственного (вискозного) волокна элементарные твёрдые тонкие нити, выходящие из осадительной ванны, соединяются на центрифугальных прядильных машинах в одну комплексную нить. Эта нить проходит систему прядильных дисков, при помощи которых она получает необходимую вытяжку. Вискозное волокно получают в виде филаментных нитей (шёлка) разной толщины, из которых изготовляют плательные, бельевые и подкладочные ткани. Вискозное волокно обладает хорошей гладкостью и гигроскопичностью, светостойкостью, блеском, в тканях — скольжением, даёт раздвижку и осыпаемость нитей.

### Синтетические шёлковые ткани
Их вырабатывают из синтетических волокон, полученных из высокомолекулярных соединений, образованных синтезом из простых низкомолекулярных веществ, которые получены из каменного угля, нефти и природного газа. Полиэстерные (РЕ8Ь) и полиамидные (РАОЬ) шёлка можно обработать таким образом, что они будут водоупорными, им не страшны масляные пятна. В последнее время синтетическим волокнам придаются новые качества — путём механической или химической обработки, например сжатым воздухом, скручиванием. Из таких волокон изготовляют синтетические ткани — чулочную, ткань для верхней одежды. Ткань подобного типа используют для отделки, в изделиях из натуральных тканей.

### Смешанные ткани
В целях увеличения срока износа тканей и поднятия износостойкости, что позволит расширить диапазон использования синтетических тканей, учитывая их положительные качества (несминаемость, долговечность, воздухопроницаемость), выпускают смешанные ткани. Состав их может быть таков: 70 % шерсти и 30 % синтетического волокна; 40 % шерсти и 60 % синтетического волокна; 45 % шерсти и 55 % полиэстерного шёлкового волокна (РЕ8з); 20 % шерсти и 80 % полиакрилонитрилового волокна (ПАН) и др.
Смешанные ткани эластичны, несминаемы, их не требуется утюжить, они не вызывают аллергию у людей с чувствительной кожей. Смешанные ткани стойкие на износ, у них много преимуществ по сравнению с обычными классическими тканями. Поэтому в последние годы заметно возрос спрос на смешанные ткани.

### Названия тканей по фактуре
- Эстергаз — это рисунок ткани в крупные двухцветные или многоцветные квадраты, расположенные в шахматном порядке, с поперечными и продольными полосами. Такой рисунок получают путём использования цветной нити в основе и в утке.
- Филь-а-филь (Ш-а-Ш — гуськом, шеренгой, ступенчато) — это рисунок ткани с косыми, чётко выступающими ступенчатыми диагоналями или полосами. Подобный рисунок образуется путём комбинации в саржевом переплетении двух контрастных по цвету нитей в основе и в утке. Соотношение основных и уточных перекрытий в раппорте 1:1.
- Ткань в крапинку, точками — рисунок с характерными светлыми точками на темном фоне. Такой рисунок образуется при сложном саржевом переплетении (8 нитей) с использованием нитей контрастного цвета. Соотношение основных и уточных перекрытий в раппорте 2 : 2.
- Ткань в клетку — рисунок квадратами, прямоугольниками, ромбиками, расположенными в шахматном порядке, образуется путём использования нитей не менее двух цветов в основе и в утке.
- «Гусиные лапки» — такой рисунок на ткани образуется путём переплетения нитей различного цвета, иногда и с помощью набивки.
- Ткань «омбре» (растушеванная, с наложенными тенями) — одноцветная или многоцветная, в долевую полоску, которая образуется путём переплетения нитей способом сложной саржи (основное, уточное или равностороннее переплетение).
- «Пепита» — ткань в мелкую клетку (квадраты, ромбы, прямоугольники), расположенную в шахматном порядке; обычно двухцветная или пестротканая, причём одна нить всегда белого цвета.
- «Райе» — ткань с хорошо заметными долевыми полосами одинаковой или различной ширины. Такая ткань изготовляется путём использования нитей контрастных цветов и соответствующим переплетением. Рисунок создается основным переплетением.
- «Ёлочка» — рельефный рисунок на ткани в виде косых ломаных линий различной ширины. Образуется в результате переплетения нитей по типу ломаной саржи при изменении диагоналей саржи под прямым углом. Благодаря различному отражению света диагоналями, идущими в разных направлениях, на поверхности ткани видны продольные полоски из чередующихся основных и уточных перекрытий. Часто используются цветные контрастные нити в основе и в утке.
- «Шине» — ткань с характерным контуром рисунка (в клетку, Филь-А-Филь и др.), который получают путём печатания — нанесения на ткань различных печатных красок по заданному рисунку.
- Травер — рисунок на ткани с поперечными полосами одинаковой или различной ширины. Такой рисунок создается путём использования нитей контрастных цветов или соответствующим способом переплетения нитей. Рисунок образует уточное переплетение.